# 壯遊

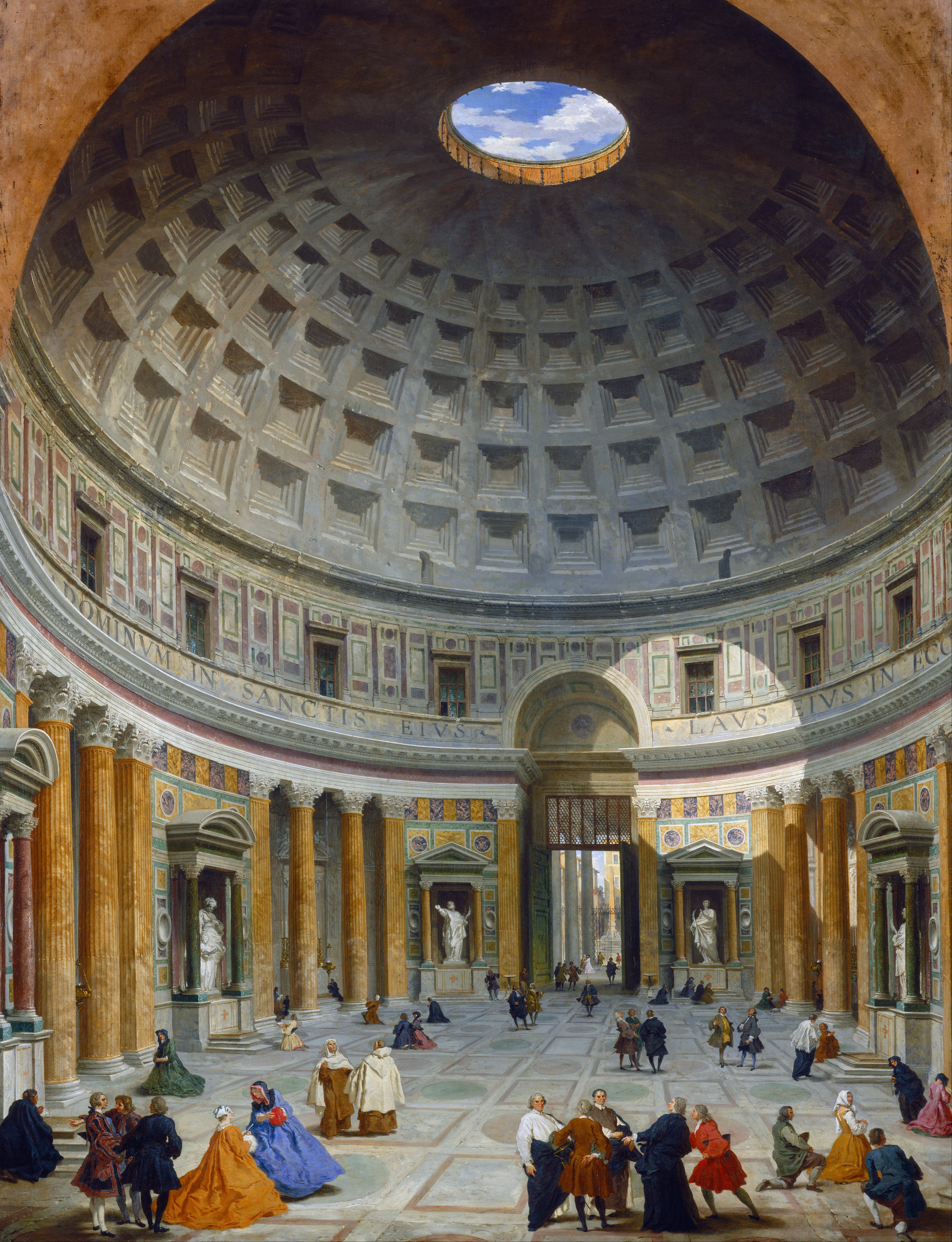
18世纪的万神庙内部，乔瓦尼·保罗·帕尼尼画

壮游是指自文艺复兴时期以后，欧洲贵族子弟的傳統旅行，后来也扩展到中欧、意大利、西班牙之富有中產階層。壮游尤其盛行于18世紀之英国，留下了丰富的文字记述。「Grand Tour」譯為「壯遊」一詞，典故則來自杜甫的《壯遊》一詩。
《纽约时报》如此描述壮游：
三百年前，接受过牛桥教育的富有英国年轻人开始前往法国和意大利各地跋涉，寻求艺术、文化和西方文明的根源。凭借几乎无限的资金，贵族接连数月或数年漫游各地，他们订购绘画，完善自己的语言技能，与欧洲大陆上流社会交往。
壮游的主要价值，据信一方面是接触古代和文艺复兴时期的文化遗产，一方面是接触欧洲大陆的贵族和上流社会。此外在当时，此乃觀看某些艺术品以及听到某些音乐的唯一途径。一次壮游可能会持续几个月到几年，通常有博学的向导或导师陪伴。壮游超出了表面上的文化意义，正如爱德华·帕尔默·汤普森指出，“18世纪统治阶级的控制主要体现在文化霸权，其次才表达为经济實力或体力（军事實力）。”

## 历史

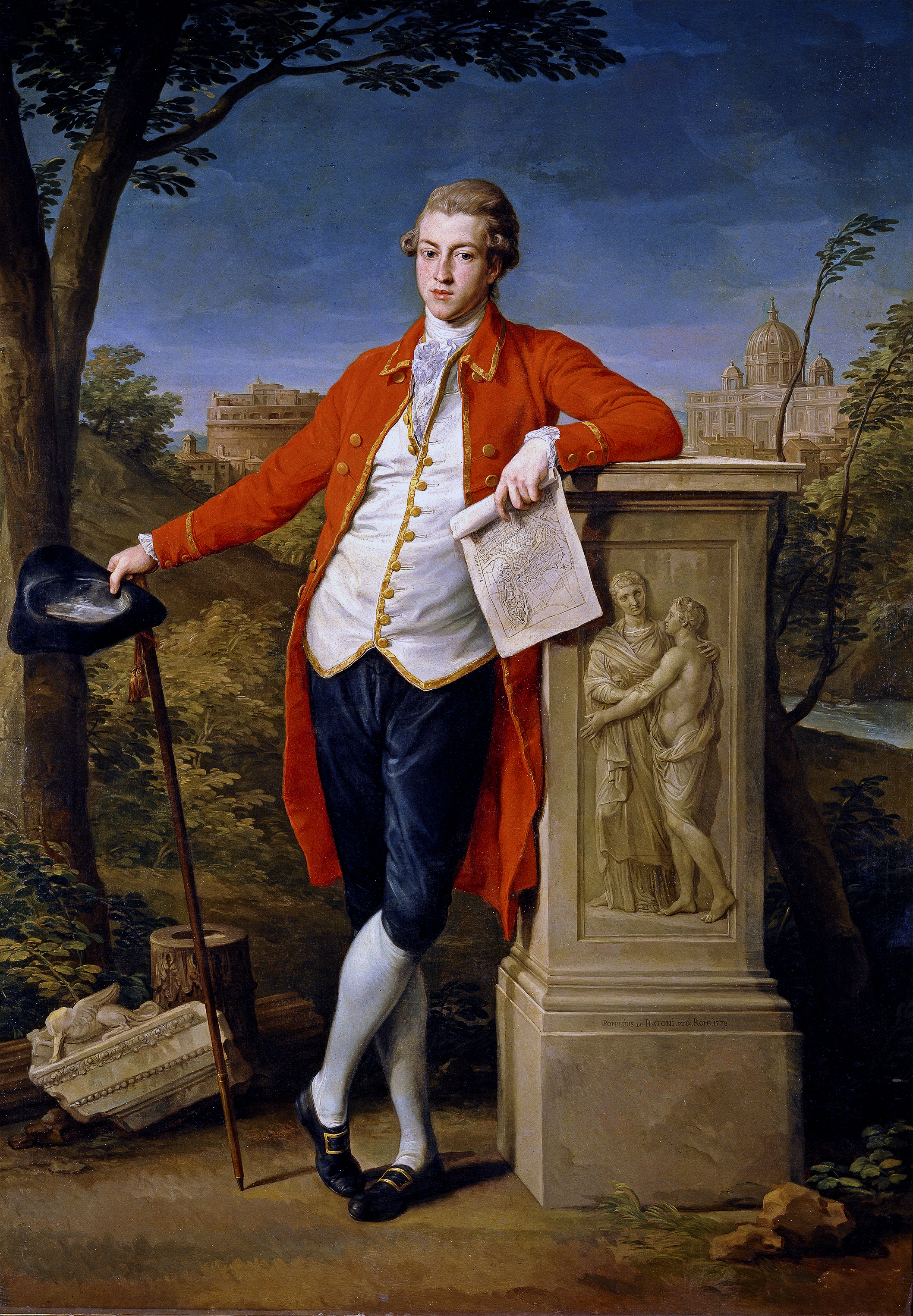
壮游者

壮游在早期受到了托马斯·科里亚特的旅行书《科里亚特莽言》（Coryat's Crudities，1611年）的影响。根据《牛津英语词典》，第一次记录到使用（也许是引进英文）壮游这个术语，是一位侨居英国的罗马天主教神父理查德·拉塞尔斯（1603-1668年）在他的书《一次意大利之旅》，这本书在他去世后出版：1670年在巴黎，然后在伦敦拉塞尔斯在引言中列出了“聪明完美的旅行者”之四个方面：知識、社會、道德（从所有旅行者都看见的事物得到道德教育），和政治。
为了满足求知欲和学习知识的旅行的想法在17世纪得到发展。约翰·洛克在《人类理解论》（1690）中广为接受的观点是，知识完全是来自外部的感觉，知识来自于环境的刺激，因此，人们可以“利用”环境，获取所有其所提供，增加自己的知识。因此，旅行对于心理发展和扩展对世界的知识是必要。自年轻时代起一再重复壮游的历史学家爱德华·吉本指出，“按照惯例，国外旅行完成了英国绅士的教育。”吉本有意识地要改善自己的知识修养，“以更大和更宽松的计划重访欧洲大陆”；多数壮游者在未学到超过图书馆的知识前，都不会停止自己的壮游。

典型的18世纪观点是，勤奋的观察者游遍外域，向那些不幸地留在家中者报告他对人性的发现。对社会详细叙述自己的观察结果，以增加社会的福利，被认为是一种义务；壮游在这种想法下盛行起来。

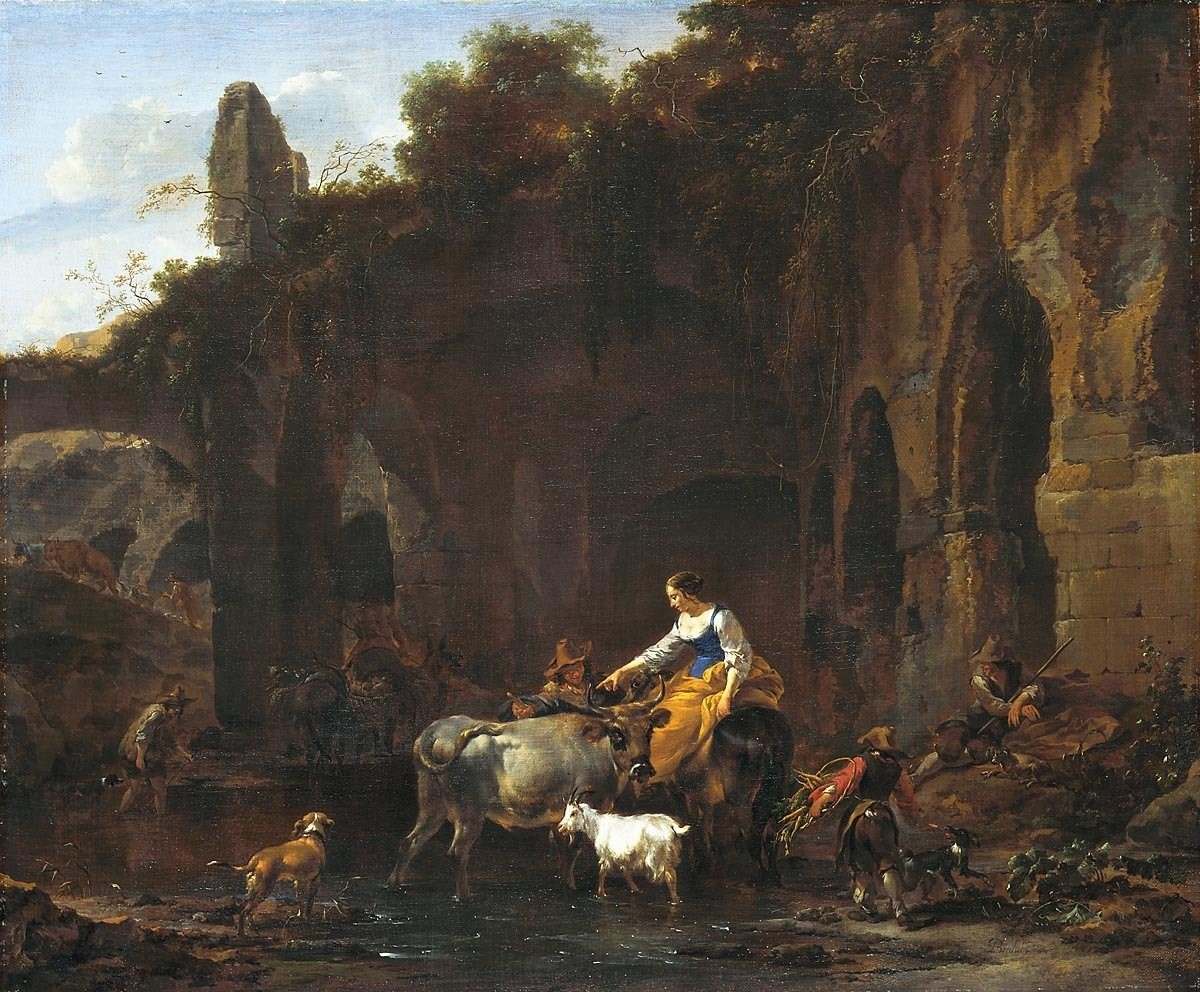
北方人发现古罗马废墟和当代坎帕尼亚农民与空洞的课程之间的对比

壮游不仅提供了博雅教育，而且使他们有机会买到在家中难以获得的东西，因此增加了参与者的威信和声望。壮游者返回时带着艺术品、书籍、绘画、雕塑，在图书馆、花园、客厅以及专门兴建的美术馆进行展示；壮游成为富有和自由的标志。特别受壯者欢迎的艺术家有肖像画画家庞培奥·巴托尼，风景画画家加纳莱托、乔瓦尼·保罗·帕尼尼和弗朗西斯科·瓜尔迪等。那些手头不太宽裕的壮游者就带回乔凡尼·巴蒂斯塔·皮拉内西的蚀刻版画粘贴簿。
吉本的开场白中的“也许”投下了具有讽刺意味的阴影。批评者嘲笑壮游缺少冒险。“欧洲旅行是一件微不足道的事，景色乏味、清一色、缺少变化”。壮游据说增强了关于国民性格的成见，如同让·盖查德在《熟练的绅士》（1678年）评价的：“法国人彬彬有礼。西班牙人傲慢。意大利人多情。德国人滑稽。”英格兰的家庭对旅行产生深刻的怀疑，担心旅行会毁了英国绅士，变成1760年代和1770年代爱挖苦的本土主义眼中爱炫耀旅行的纨绔子弟。
1825年前后蒸汽动力交通来到以后，壮游的习惯延续了下来，但是性质已有所不同—廉价、安全、舒适、向所有人开放。在19世纪大部分时间，大多数有幸受教育的年轻人都进行壮游。德国和瑞士也加入了进来。后来，由亲戚中的老处女陪伴，到意大利旅行又成为年轻女子的时尚，是上流社会妇女教育的一部分，正如爱德华·摩根·福斯特的小说《看得见风景的房间》所描写的那样。

## 行程

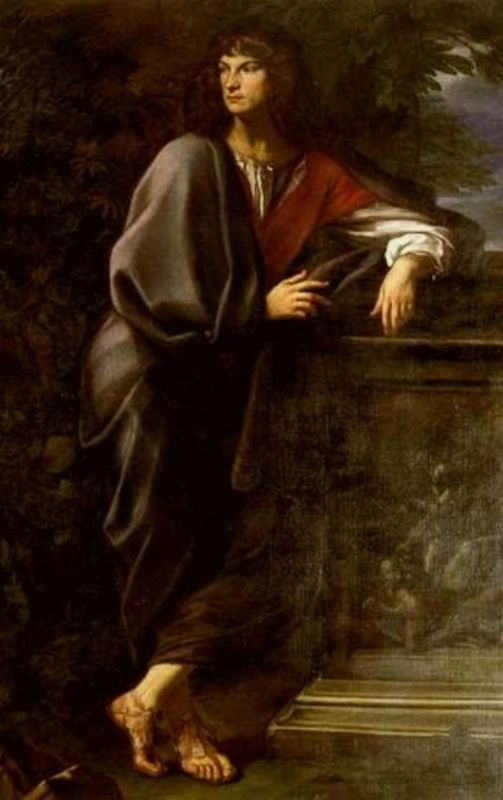
在罗马古装打扮的年轻英国伯爵

最常见的壮游行程是开始于英国的多佛，然后渡过英吉利海峡到达法国的加来。旅行者通常由一位导师陪同，如果足够富有，还会有一群仆人，获得一辆马车（在穿越阿尔卑斯山时需要拆开携带，如同贾科莫·卡萨诺瓦的旅行，旅行结束后转售）。
在雇用一位法语向导后，旅行者及其随从就前往巴黎。在那里旅行者将开始学习法语、舞蹈、击剑和马术。巴黎的吸引力在于法国上流社会高雅的的语言和礼貌，包括宫廷举止和时尚，为年轻人回到家乡担任领导职位（经常是政府和外交）作预备。
离开巴黎，旅行者将短暂地拜访瑞士，通常是去日内瓦（宗教改革的摇篮）或洛桑。（登山是19世纪的新产物）。从这里向前，旅行者将要忍受艰难翻越阿尔卑斯山，以便前往意大利北部（例如在大圣伯纳德山口，要分解马车和行李。如果足够富有，将会由仆人抬过艰难的地形区。
一旦来到意大利，旅行者将会访问都灵（较少的情况是去米兰），然后在佛罗伦萨度过几个月，那里有一个相当大的英国-意大利社团，旅行的“高素质”英国人很容易接触到他们。乌菲兹美术馆的文艺复兴鼎盛期绘画和罗马雕塑汇聚在一个空间里，还会受到美术馆的影响，在家穿起古装。转道去比萨，然后前往帕多瓦、博洛尼亚和威尼斯。英国人认为威尼斯是“意大利颓废魅力的所在地”，使之成为壮游的一个缩影。
从威尼斯旅行者前往罗马，研究古罗马的废墟。有些旅行者访问那不勒斯研究音乐，18世纪中叶以后还会去欣赏新近发现的庞贝和赫库兰尼姆考古遗址，也许会颤抖着冒险登上维苏威火山。后来这一阶段更为冒险，如果提供一艘帆船，可能会尝试前往西西里（古希腊废墟遗址）甚至希腊本土。但是通常的终点站是那不勒斯或者稍南面的帕埃斯图姆。
旅行者从这里穿越阿尔卑斯山，向北来到说德语的欧洲地区。旅行者可能首先在因斯布鲁克停留，然后前往柏林、德累斯顿、维也纳和波茨坦，也许在慕尼黑或海德堡的大学学习一段时间。旅行者继续访问荷兰和佛兰德斯（有许多美术馆供艺术欣赏），然后穿越海峡返回英国。

## 出版

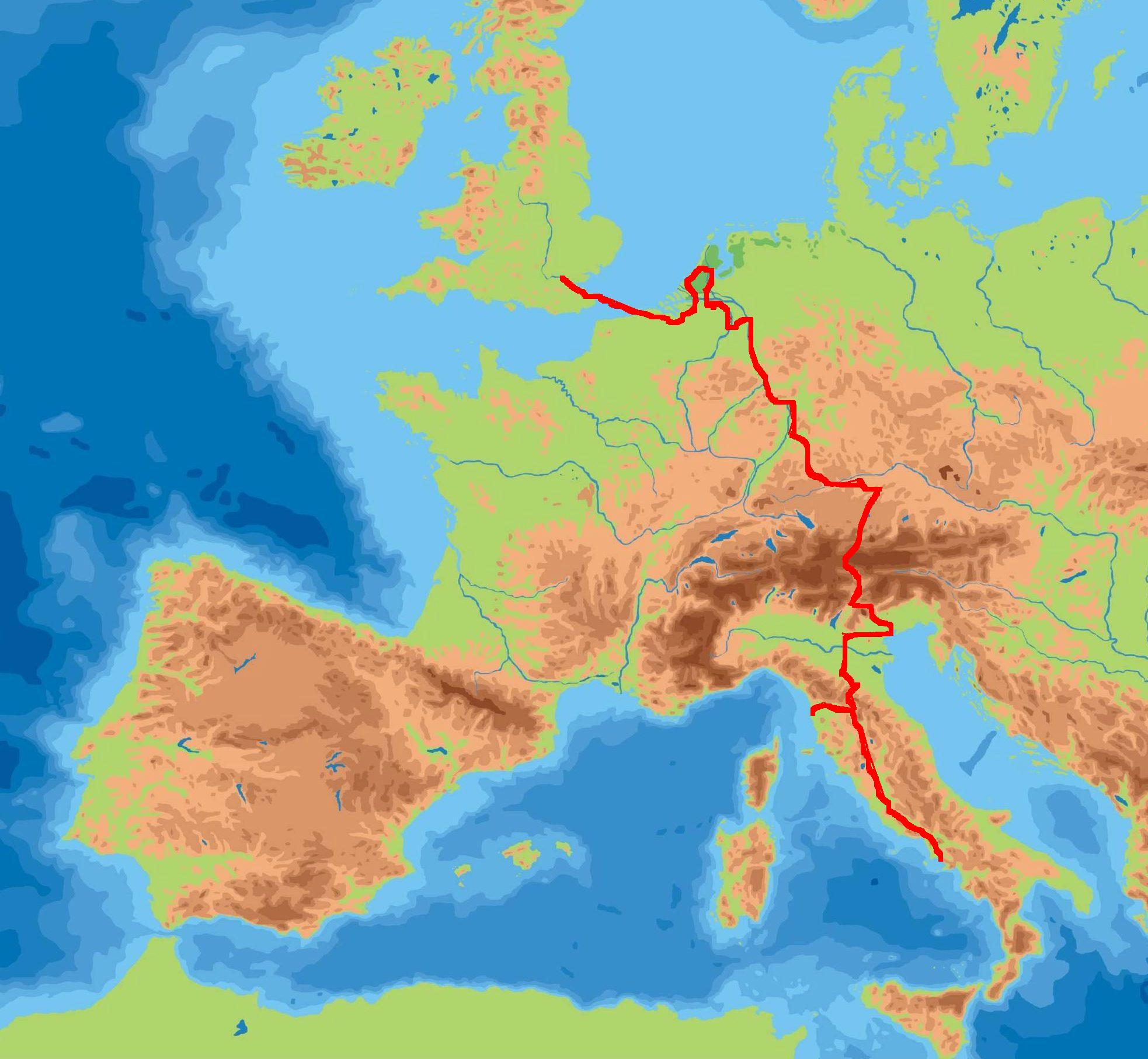
威廉·貝克福德的遊覽路線（1780-81）

亲身经历壮游者发表的游记常常非常精美，从亲历者的角度记述各种细节。杰里米·布莱克从中发现了文学技巧的元素，忠告他们应当采取旅行文学的方式，而不是未经修饰的记载；他所举的例子包括约瑟夫·艾迪生、约翰·安德鲁斯威廉·托马斯·贝克福德、威廉·考克斯、伊丽莎白·克雷文、历任汉密尔顿公爵的导师约翰·摩尔、塞缪尔·杰克逊·普拉特、托比亚斯·斯莫列、菲利普·西克尼斯和阿瑟·杨。

## 壯遊的延伸意涵
儘管「Grand Tour」原是指流行於歐洲的一種透過長途拔涉的旅行而進行的成年儀式。而現今的「壯遊」則有了他延伸的意涵。簡言之，「壯遊」是胸懷壯志的遊歷，一般來說包括了三個特質：旅遊時間「長」、行程挑戰性「高」、與人文社會互動「深」。特別是指經過規畫，以高度意志徹底執行的遊歷行為。這也使得「壯遊」與「探險」和「流浪」...等詞的意涵有所不同。時至近代，西方青年發展出间隔年（Gap Year）的傳統來進行他們的壯遊，一般來說是在升學之後開學之前、或者畢業之後工作之前，所做的一次長期旅行。
1898年，張之洞寫下《勸學篇·遊學第二》。1903年，大清科舉會試其中一題为斯密亞丹（亚当·斯密）在原富談論歐洲貴族遊學：
挽近英國風氣，子弟小學畢業，其父母輒令遠遊，不使更入國學，嘗曰，少年遊學，不期自進。彼離家於十七八之年，而歸以既冠，中間僅三四稔耳，其所得於外者輒已甚多。雖然，此非極摯之論也，蓋亦有利損焉。所利者，遠遊數年，常不勞而通一二國之語言文字。然而僅足資淺語耳，欲其言之有致，書之有文，不背律令，常足自達，不數遇也。至於所損，則方此為多。自謂壯遊，訑然志滿，唾棄故訓，而浮蕩狎遊，心志驕囂，欲其俯就範圍，以從事於學問事業之間，皆所不屑，如此則轉不若伏處里閭之為愈也。蓋使遠行於成童甚少之年，徒棄擲甚珍難得之居諸，復遠違父母親戚之耳目，凡前此所閔斯教誨之義方，不僅無從漸摩深入使成性也，搖而不固掃而無留者有之矣。彼為人父母，苟無所迫則亦何樂而出此下策乎？

## 著名的壯遊

### 歷史
- 唐代玄奘法師的西行求法：從長安（今西安）到天竺（今印度），包括了整個南亞次大陸。
- 切·格瓦拉革命前夕的摩托車之旅：1951到1952這一年，切·格瓦拉24歲，還是一名醫學系四年級的學生，他決定與一位學長兼友人阿爾貝托一同騎著摩托車，做了一趟環繞南美洲的旅行。兩人從阿根廷首都布宜諾斯艾利斯出發，沿阿根廷的大西洋海岸線南下，穿過彭巴草原、安地斯山脈，進入智利，先後到達祕魯、哥倫比亞，最後以加拉卡斯作為終點站，歷經大半個南美洲六國八個月，全程四千五百公里的旅程。
- 嬉皮士之路

### 电视上的壮游
2005年，英国艺术历史学家布赖恩·塞维尔沿着壮游者的脚踪，为英国的Channel Five制作了10集电视系列片“布赖恩·塞维尔的壮游”。塞维尔开汽车前往意大利各地，停靠罗马、佛罗伦萨、维苏威火山、那不勒斯、庞贝、都灵、米兰、克雷莫纳、锡耶纳、博洛尼亚、维琴察、帕埃斯图姆、乌尔比诺、蒂沃利。他的旅程最终结束于威尼斯的一场化妆舞会。
1998年，英国广播公司制作了加尔默罗会的温迪修女的艺术史系列片“温迪修女的壮游”，她的行程从马德里到圣彼得堡，在各地停留观赏伟大的杰作。
1998年，日本電視台安排前商台DJ謝昭仁與伊藤高史夥拍，參加電波少年，精神上也算是「壯遊」的一種。

### 流行文化中的壯遊
- 少年遊記，由香港流行音樂歌手洪卓立主唱，劉諾生作曲，林若寧填詞，並收錄於他的唱片《那天》中（最佳成績︰2015年9月26日（第39週）903專業推介 冠軍）